# Rudolf Schröder (Musikproduzent)
Rudolf Schröder (* 1926 in Berlin; † 22. November 2016) war ein Musikproduzent, der sich vor allem dem deutschen Schlager gewidmet hat.

## Leben
Rudolf Schröder besuchte ab 1932 die Schule in Berlin. 1942 wurde er zunächst als  Luftwaffenhelfer eingesetzt und 1944 zum Wehrdienst in der Kriegsmarine einberufen. Während seiner aktiven Militärzeit in den Einsatzgebieten Ostsee und Norwegen war er als Schlagzeuger der Bordkapelle musikalisch engagiert. Nach Kriegsende wird Schröder für ein Jahr als Kriegsgefangener in Bad Hersfeld interniert und kehrt erst 1946 nach Berlin zurück.
Von 1947 bis 1950 ist er als Aufnahmeleiterassistent bei Objektiv-Film und als Freier Journalist tätig. Als Faktotum beginnt er 1950 im Verlag des Will Meisel und wird bald reisender Kapellenbetreuer. Er kümmert sich um die Promotion der Bühnen- und Musikwerke der Verlagsautoren und ist durch Besuche von Rundfunkanstalten und Theatern monatelang ununterbrochen „auf Achse“. Ab 1958 folgen auch Auslandsreisen (Paris, Mailand, New York) mit internationalen Verlagskontakten.
Ab 1960 nimmt Schröder die Produzententätigkeit für Monopol-Schallplatte auf. Im Laufe der Jahre wurden von ihm unter anderen die Künstler Ilse Werner, Ekkehard Fritsch, Marlène Charell, Peter Petrel und Dagmar Frederic sowie das Berolina Sound Orchestra, das schottische Militärorchester der Queen’s Own Highlanders und das Palast Orchester mit seinem Sänger Max Raabe.
1966 wird Schröder Verlagsdirektor der Meisel Verlagsgruppe, 1978 Sprecher der Verleger-Kurie im Wertungsausschuss der GEMA und 1982 Mitglied im Aufnahme-Ausschuss für Musikverleger.

## Ehrungen und Preise
- 1978 Deutscher Schallplatten-Preis für die Jeff Conway Produktion (Evergreens)
- 1981 Deutscher Schallplattenpreis für die „Sir Gusche Band und Peter Petrel“-Produktion
- 1989 Verleihung der GEMA-Ehren-Medaille
- 1991 Verleihung der Bismarck-Medaille in Silber mit Eichenlaub für die Pflege deutschen Musikschaffens
- 1992 Schöneberger „Ehrensängerknabe“